# Пуритане (роман)
«Пурита́не» (англ. Old Mortality или The Tale of Old Mortality) — исторический роман Вальтера Скотта, опубликованный в 1816 году. Издан вместе с «Чёрным карликом» и входит в серию «Рассказы трактирщика».
В 1827 году Александр Дюма и Фредерик Сулье решили адаптировать роман для сцены, однако их пьеса «Шотландские пуритане» осталась незаконченной. Несмотря на утверждения, которые компиляторы и веб-сайты перепечатывают друг у друга, никакого отношения к сюжету романа не имеет пьеса французских авторов Ансело и Сантина «Круглоголовые и кавалеры» (фр. Têtes rondes et Cavaliers, 1833), равно как и основанная на этой пьесе опера «Пуритане» (итал. I puritani) итальянского композитора Винченцо Беллини. 

## Предыстория
Скотт закончил работу над «Чёрным карликом» в августе 1816 года и уже в сентябре взялся за написание романа «Пуритане». Он написал его чрезвычайно быстро: закончил к ноябрю того же года. Если в случае c «Уэверли» писатель опирался на устные свидетельства, то в «Пуританах» задействованы его собственные обширные познания исторических источников XVII века, современных памфлетов и устной традиции. Тема гражданских и церковных конфликтов того периода давно увлекала Скотта.
Роман был издан в 1816 году под названием «Old Mortality» («Кладбищенский старик»). Вальтер Скотт позднее упоминал, что первоначальным заголовком было «The Tale of Old Mortality» («Повесть Кладбищенского старика»), но в издательстве его сократили по неизвестной причине, возможно, по ошибке или недосмотру.
В издательстве были так уверены в успехе романа, что повторный тираж был заказан ещё до того, как распродали первый. Оба тиража разошлись в течение шести недель. Коммерческий успех сопровождался положительными отзывами критики.

## Сюжет
Роман повествует о периоде шотландской истории конца XVII века от военных операций, предпринятых против камеронцев, до более мирных дней религиозной терпимости при Вильгельме III. Роман рассказывает о судьбе Генри Мортона, мужественного юноши с сильным характером, которого в начале истории арестовывают драгуны Джона Грэхэма из Клеверхауза за то, что он укрыл старого друга своего отца, фанатичного шотландского националиста Джона Бэлфура из Берли. Мортон чудом спасается от неминуемой расправы и, потрясённый произволом и жестокостью королевской армии, решается связать свою судьбу с пуританами в их борьбе против роялистов. Это приводит его к яростной вражде с леди Маргарет Белленден, роялисткой, владелицей замка Тиллитудлем, во внучку которой по имени Эдит он влюблён.